# ACO
ACO Ahlmann SE & Co. KG eller ACO Gruppe er en tysk producent af byggeelementer med hovedkvarter i Bydelstorp.
ACO er producent af byggeelementer til bygningskonstruktion, vand, have og landbrug. Deres produkter produceres i polymerbeton, rustfrit stål, støbejern og plastik.
Virksomheden blev grundlagt i 1946 af Josef-Severin Ahlmann.